# Stazione di Lamezia Terme Centrale
La stazione di Lamezia Terme Centrale è una delle principali stazioni della ferrovia Tirrenica Meridionale. È anche punto d'origine della linea per Catanzaro.
È situata a 26 metri s.l.m. nel quartiere Sant'Eufemia e serve il centro abitato di Lamezia Terme. È inserita nella categoria gold da RFI.
Il traffico passeggeri è di circa 1 milione all'anno.

## Storia
L'apertura della stazione è legata al completamento della tratta tra Sant'Eufemia Marina-Gizzeria e Pizzo affidata alla Società per le Strade Ferrate del Mediterraneo avvenuto il 15 novembre 1894. Nello stesso giorno venne aperto al traffico anche il primo tratto, di circa 25 km tra Sant'Eufemia Biforcazione (il nome originario dell'attuale stazione di Lamezia Terme Centrale) e Marcellinara della linea diramata per Catanzaro Lido. L'anno dopo, il 31 luglio 1895, l'apertura al traffico della lunga tratta, finalmente completata, tra Praja-Ajeta-Tortora passando per Scalea, Cetraro, Paola, Amantea fino a Sant'Eufemia Marina collegava la stazione al resto della ferrovia Tirrenica Meridionale. Catanzaro diveniva raggiungibile dal versante tirrenico per ferrovia l'8 giugno 1899 realizzando così anche il collegamento della stazione con le località della ferrovia Jonica.
Tra 1928 e 1935 venne avviato un programma di bonifica della piana di Sant'Eufemia con costruzione di numerose case coloniche e di una nuova e più ampia stazione in località Marina di Gizzeria (oggi Sant'Eufemia Lamezia, da non confondersi con Sant'Eufemia Marina che è l'odierna Gizzeria Lido e che all'epoca era più importante anche per la vicinanza con il porto), questa nel 1935, prese il nuovo nome di stazione di Sant'Eufemia Lamezia, al posto di quello precedente di Sant'Eufemia Biforcazione. Negli stessi anni venne elettrificata l'intera ferrovia Tirrenica Meridionale e costruita un rimessa per le locomotive sul lato nord della stazione. Negli anni sessanta la stazione fu oggetto di un ampliamento in seguito alla realizzazione del doppio binario tra Scalea e San Pietro a Maida ed ammodernamento di tutte le infrastrutture. Nel 1969 infine dopo la costituzione del nuovo comune di Lamezia Terme che riuniva i precedenti comuni di Nicastro, Sambiase e Sant'Eufemia Lamezia la stazione cambiò nuovamente il proprio nome assumendo quello attuale, il suffisso Centrale le fu aggiunto per distinguerla dalle stazioni di Lamezia Terme Nicastro e Lamezia Terme Sambiase.
Data la dismissione dal servizio passeggeri sulla linea Tirrenica delle stazioni di Eccellente, Curinga e San Pietro a Maida la stazione successiva è Vibo Pizzo. Verso Battipaglia invece la stazione precedente è Amantea, poiché Gizzeria e Falerna sono senza traffico.

## Strutture e impianti
La stazione è composta di 7 binari atti al servizio viaggiatori muniti di pensiline e sottopassaggi. Prima il fascio merci era composto da 9 binari oggi Il fascio binari merci è composto da 4 binari

## Movimento

### Trasporto nazionale
La stazione è servita da treni InterCity, InterCity Notte, Frecciargento, Frecciarossa ed Italo, che collegano lo scalo con Paola, Salerno, Napoli, Roma, Firenze, Bologna, Reggio Emilia, Milano, Torino, Ferrara, Padova, Venezia, Villa San Giovanni, Reggio Calabria e Sicilia.
I treni InterCity e InterCity Notte vengono effettuati con locomotive E.401, E.402B, E.403, E.464 con carrozze UIC-Z + semipilota di seconda classe e Gran Confort di prima classe.
I treni Frecciarossa e Frecciargento vengono effettuati con elettrotreni ETR.1000, ETR.500 ed ETR 485.
I treni Italo vengono effettuati con elettrotreni ETR.675.

### Trasporto regionale
La stazione è servita da treni Regionali che collegano Lamezia Terme Centrale con:
- Paola
- Cosenza  (via Paola e non)
- Catanzaro Lido
- Reggio Calabria Centrale
- Rosarno (via Tropea e non)
- Melito di Porto Salvo
- Crotone
- Sibari (via Catanzaro Lido) - (via Paola-Cosenza)

I treni del trasporto regionale diretti a Paola, Cosenza, Reggio Calabria e Melito di Porto Salvo vengono effettuati con E.464 con carrozze UIC-X restaurate + carrozze semipilota, carrozze MDVC, carrozze MDVE + carrozze semipilota, miste di prima e seconda classe. Inoltre vengono utilizzati i treni Minuetto ALe 501/502 e gli elettrotreni Pop di Alstom Ferroviaria. I treni del trasporto regionale diretti a Crotone, Catanzaro Lido e Sibari vengono effettuati con ALn 663, ALn 668 in singolo e doppio elemento, vengono anche utilizzati i treni ATR.220 Swing.

### Trasporto locale

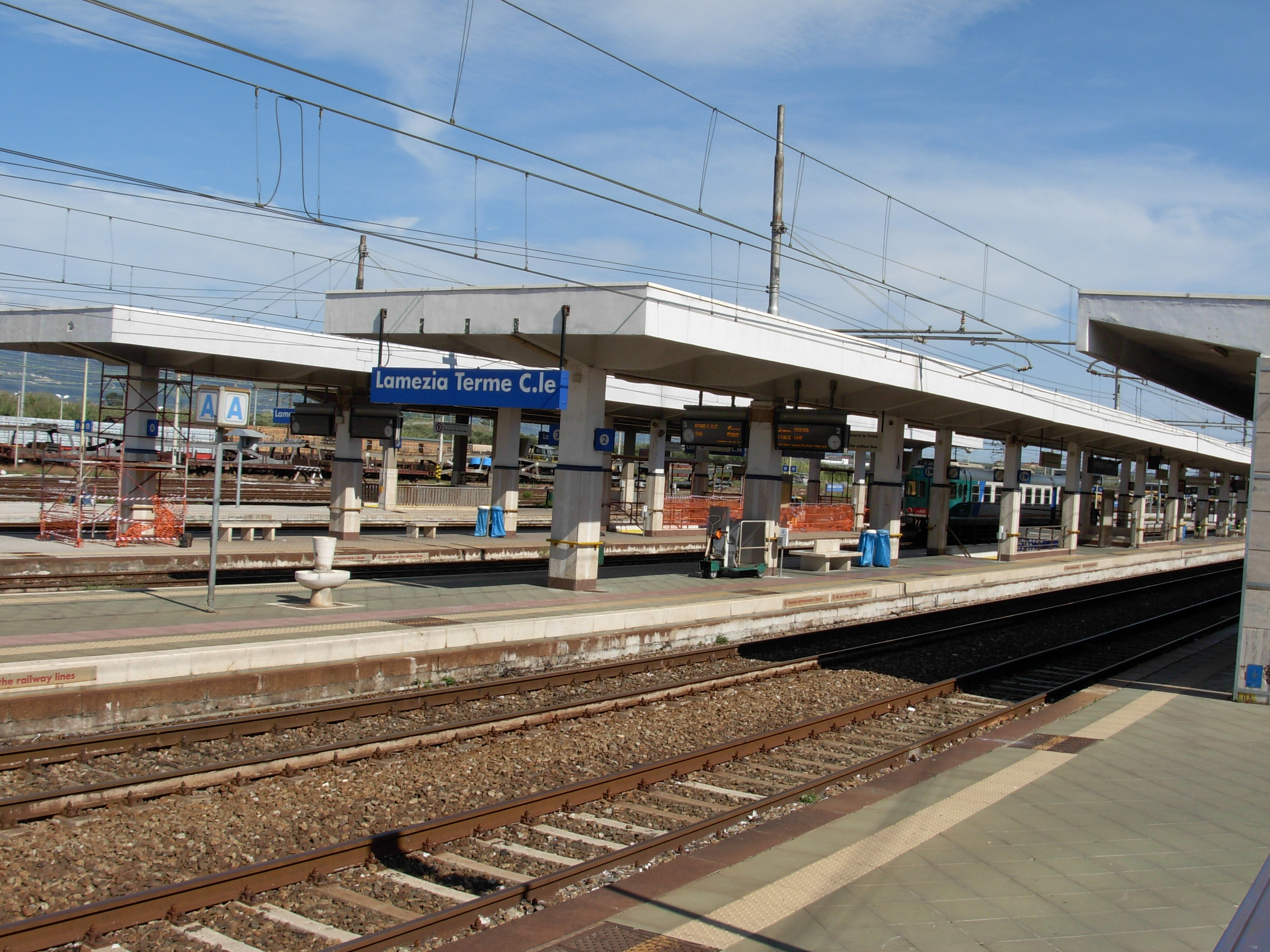
Lato binari

La stazione è interconnessa all'aeroporto di Lamezia Terme tramite gli autobus Lamezia AirLink di Trenitalia e i bus della città della Lamezia Multiservizi.

## Servizi
La stazione di Lamezia Terme Centrale dispone di:
- Biglietteria a sportello e automatica
- Sottopassaggio
- Bar
- Edicola
- Servizi igienici
- Fermata autolinee urbane e interurbane
- Stazione taxi
- Distributori automatici di snack e bevande
- Annuncio sonoro arrivo e partenza treni
- Posto di Polizia ferroviaria

## Interscambi
- Fermata autobus
- Taxi